# 가우룽완

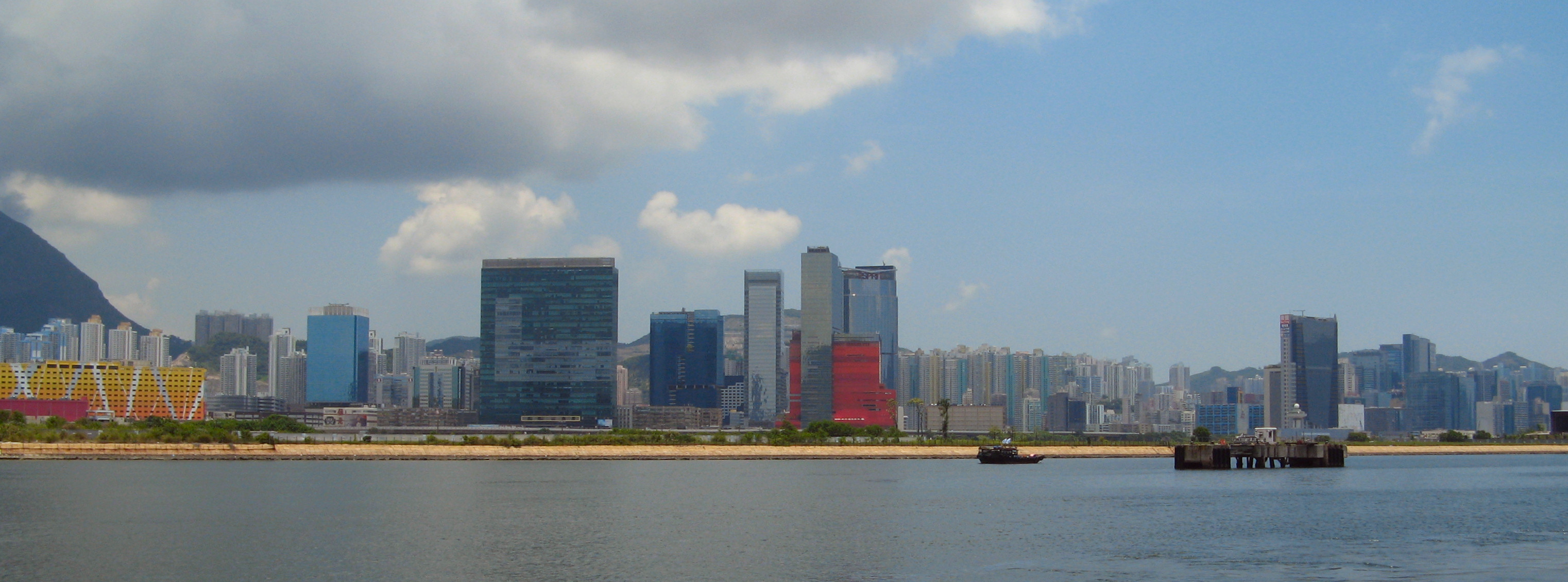
가우룽완

가우룽완(중국어 정체자: 九龍灣, 간체자: 九龙湾, 월병: Gau Lung Waan, 한어 병음: Jiǔlóngwān)은 홍콩 가우룽 동부의 주거 지역, 상공업 지역이다.

## 같이 보기
- 홍콩의 지역 목록